# 佛山高明国际机场
佛山高明国际机场，又称珠三角枢纽（广州新）机场，是中国广东省正在规划中的国际机场，规划场址位于佛山市高明区更合镇东北、肇庆市高要区蛟塘镇西侧，地跨佛山肇庆两市，前身为规划的广州第二机场和珠三角新干线机场。机场计划于2025年动工，预计2027年完成首期建设。

## 历史

### 广州第二机场规划
随着广州新白云国际机场已达饱和，当局启动白云机场第三跑道以及第二航站楼扩建项目。2012年，当局开展广州南部第二机场规划研究。但南沙机场的规划随后证实仅为供小型飞机使用的商务机场，广州市当局亦表示正启动广州第二机场选址工作。
2017年发布的《广东省综合交通运输体系发展“十三五”规划》中，仅提及佛山高明的珠三角新干线机场，舆论一度猜测广州第二机场已被该机场取代；但广州市并未放弃第二机场的选址工作，随后的《广东省推进基础设施供给侧结构性改革实施方案》亦提及广州第二机场。
2017年11月16日，增城区召开2017年区政府政情通报会议。根据媒体披露的相关文件显示，增城当局推动第二机场由选址三江地区向增城北部转移，最终明确落户增城东北部的正果镇，命名为广州正果国际机场。2018年2月发布的《广州市城市总体规划（2017-2035年）》，确认广州第二机场选址为增城正果；但广州市发改委后称，正果仅为预选场址之一。
2020年4月27日，广东省发改委在回复网友关于广州增城正果机场（广州第二机场）的问题时表示，增城区因空域受限问题，不符合机场选址条件，暂不规划建设民用运输机场。

### 珠三角新干线机场规划
长久以来，广东中西部缺少干线机场，佛山的沙堤机场因具有军用属性而航线稀少。有鉴于此，佛山当局规划新建一座新机场，既可满足本地发展需求，也能辐射周边城市。2013年，云浮当局向广东省提议在佛山高明择地建设新机场，省当局对此表示支持；随后，佛山联合江门、中山、云浮、肇庆共5市再次向省提出在高明建设新机场的建议。
2014年4月中国民航规划设计总院完成的《佛山新机场选址咨询研究》中期成果，在统筹考虑佛山沙堤机场搬迁的基础上，初步选定高明区杨和、富湾、更合3个市内场址以及高明区更合镇与云浮新兴水台镇交界处1个跨市选址。同年年末，佛山与云浮提出在前述佛山与云浮交界处合作共建民用机场的构想，随后得到两市政府和广东省发改委的支持。
2016年，珠三角新干线机场项目正式列入广东省“十三五”规划的重点建设工程。2017年，项目列入《广东省综合交通运输体系发展“十三五”规划》的重点建设对象，定位为“与广州白云机场共同形成国际航空枢纽”，主要服务珠三角中西部及周边地区，选址于高明。
2018年5月的规划显示，机场选址由高明与云浮接壤处改为与肇庆接壤处。

### 枢纽机场立项
2019年，广东省发改委表示，将珠三角新干线机场名称统一表述为珠三角枢纽（广州新）机场，定位为主要服务珠三角西部地区的区域枢纽，承担广州白云国际航空枢纽的辅助功能。2020年再回应称，珠三角枢纽（广州新）机场建成后将发挥“广州第二机场”的作用。
2021年3月，中国民用航空局正式批复广东省佛山新机场选址，同意将佛山市高明区更合北场址作为广东省佛山新机场的推荐场址。
2023年5月6日，机场临空地区总体规划获审批通过。5月19日，广东机场集团佛山高明机场有限公司正式成立。
2024年11月，广州新机场工程获国务院和中央军委立项批复。

## 设施
珠三角枢纽机场近期拟建设一组两条远距平行跑道，预留第三条跑道的建设条件；目标年机场旅客吞吐量预测为3,000万人次。因民航局原则上不再支持新建4F类机场，本机场规划飞行区等级调整为4E级，预留指标提升为4F级的条件。机场首期建设内容包括3,800×45米的西一跑道、3,600×45米的东一跑道；本期在跑道间规划新建旅客航站楼及配套设施。

## 配套交通
为打造超级枢纽，广州新机场规划引入南珠高铁、广湛高铁、肇顺南城际和机场快线（地铁）四条轨道交通，同时建设“五横”（广昆、佛肇云、广明、南沙至高明、深岑高速）和“五纵”（肇明、江肇第二、珠三角环线、清远至高明、台山至新机场高速）高速公路网，实现与周边市中心的便捷衔接。